# Luminosas Trincheras de Combate
Las Luminosas Trincheras de Combate (LTC) fueron agrupaciones sujetas al Partido Comunista del Perú-Sendero Luminoso que conformaban la base de esta organización en las cárceles peruanas desde la cual realizaban propaganda de agitación y planificaban atentados terroristas. Las LTC estaban conformadas por senderistas capturados.

## Nombre
El nombre viene de una frase de Abimael Guzmán que decía:

Devenidos en prisioneros de guerra nunca hincaron la rodilla y persistiendo en combatir, mobilizar y producir en ardorosas bregas transformaron las sórdidas mazmorras del caduco y podrido Estado Peruano en luminosas trincheras de combate
Abimael Guzmán

Para los miembros de Sendero Luminoso, las "Luminosas Trincheras de Combate" eran espacios de "resistencia y desarrollo político". De esta forma:

La actividad política y militar de un comunista no se acaba el día que es detenido era el pilar de su planteamiento. Su responsabilidad, por el contrario se concentraba en la transformación de las negras mazmorras reaccionarias en Luminosas Trincheras de Combate, cuyo papel era politizar y reorganizar en el seno de nuestro pueblo la Guerra popular y la República Popular del Perú.
Abimael Guzmán

En la concepción de los miembros de Sendero Luminoso, las cárceles eran vistas como lugares "para aplicar aquellos principios que nosotros pensamos aplicar si tuviésemos el poder; por la tanto, la trinchera tenía esa representación".

## Acciones
Sus principales acciones fueron estudiar, planear, ordenar atentados y realizar grandes coreografías alabando a la guerra popular y el marxismo-leninismo-maoísmo-pensamiento Gonzalo. Además, cantaban himnos comunistas y grababan canciones como las Canciones de las Luminosas Trincheras de Combate. Para 1986, Sendero Luminoso, a través del LTC tenía un amplio control sobre los establecimientos penitenciarios. Esto era percibido como una victoria política de la organización terrorista contra el Estado peruano.
Algunas acciones realizadas por el LTC son:
| Fecha             | Penal                                                           | Acciones        |
| ----------------- | --------------------------------------------------------------- | --------------- |
| Diciembre de 1983 | Penal de Lurigancho, El Frontón, Cárceles de mujeres del Callao | Toma de rehenes |
| Julio de 1985     | Penal de Lurigancho, El Frontón, Cárceles de mujeres del Callao | Toma de rehenes |
| Octubre de 1985   | Penal de Lurigancho                                             | Toma de rehenes |
| Junio de 1986     | Penal de Lurigancho, El Frontón, Cárceles de mujeres del Callao | Motín           |
| Mayo de 1992      | Penal de Castro Castro                                          | Motín           |

## Disolución
La derrota de estos grupos vino con las diversas intervenciones de la Policía Nacional del Perú en los penales, principalmente en Castro Castro con el Operativo Mudanza 1 que buscaba desintegrar el comité central de Sendero Luminoso, encontrándose entre los prisioneros a Osmán Morote. 